# Johan V Schellaert van Obbendorf

Familiewapen
Schellaert

Johan V Schellaert van Obbendorf heer van Gürzenich en Schinnen uit het Huis Schellaert (ca. 1413-). Hij was een zoon van Johan (Jan) Schellaert van Obbendorf (ca. 1375 - ca. 1450) en Agnes van Vlodrop.
Hij trouwde ca. 1455 met Reinera van Meehr. Zij was een dochter van Huibert van Culenborch heer tot Mehr. Uit zijn huwelijk is geboren:
- Reinhard Schellaert van Obbendorf heer van Gürzenich, Schinnen (1457- ) en Geysteren. Hij trouwde op 3 oktober 1457 met Aleid (Aleidis) Scheiffart von Merode (- na 1529). Zij was de dochter van Johan Scheiffaert van Merode heer te Hemmersbuch en Catharina van Welkenhoven. Uit hun huwelijk is geboren:
  - Johan VI Schellaert van Obbendorf  (- 9 november 1517)
- Frederik Schellaert van Obbendorf heer van Gürzenich, Schinnen (1476-1500) en Geysteren. Hij trouwde op 13 december 1476 met Adriana van Broeckhuysen. Zij was een dochter van Adrien van Broeckhuysen heer van Helsbeck en Margareta van Arnhem. Uit zijn huwelijk zijn twee kinderen geboren:
  - Johan VII Schellaert van Obbendorf heer van Gürzenich, Schinnen (1500-1533) en Geysteren
  - Wijnand Schellaert van Obbendorf heer van Gürzenich, Schinnen (1533-1555), Geysteren en Schengen